# Andrius Jurkūnas
Andrius Jurkūnas, född 21 maj 1976 i Kaunas, dåvarande Sovjetunionen, är en litauisk basketspelare som tog OS-brons 1996 i Atlanta. Detta var Litauens andra bronsmedalj i rad i herrarnas turnering i basket vid olympiska sommarspelen. Han har bland annat spelat för Žalgiris Kaunas.